# Адон олам

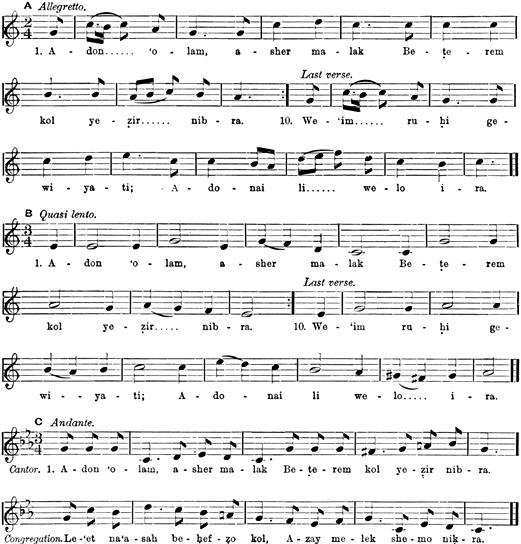
Одна из мелодий гимна «Адон олам», по Еврейской энциклопедии (1901—1906)

Адон олам (Адо́н ола́м, от ивр. אדון עולם‎ — «Господь мира») — один из самых величественных пиютов (молитв) иудейского утреннего богослужения, прославляющий вечность и величие Бога и выражающий упование на Него. Автор и время написания — неизвестны. Вероятно, был составлен для пения перед сном. Ввиду утешающей темы начального и заключительного двустиший, Адон олам пели по умершему. Поют совместно всей общиной. Пение Адон олам общиной в унисон позволяет приобрести молящимися смиренный настрой, из-за чего пиют стали петь на утреннем богослужении. Адон олам ашкеназы поют в начале утреннего субботнего и праздничного богослужений, а сефарды — в конце. Адон олам также поют в Кол нидре в начале вечернего богослужения Йом-кипура (у сефардов — также после дополнительной молитвы Йом-кипура).
Существуют две редакции текста — ашкеназский (из 10-и (12-и) строф) и сефардский (из 12-и (16-и) строф) и множество мелодий, на которые возможно исполнять Адон олам; так, в аудиовизуальную презентацию Музея диаспоры включили 17 разных исполнений этой молитвы. С середины 1970-х годов стало популярным (в том числе, среди религиозных деятелей) исполнение первой строфы Адон олам как обычной песни вне литургии на мелодию израильского композитора и певца У. Хитмана.

## Текст
Текст пиюта «Адон олам» разделён на шесть двустиший, однако четвёртое двустишие (которое является лишь расширением третьего) в ашкеназской редакции опускается. Древнейшая мелодия пиюта «Адон олам» — испанского происхождения. Мелодия первоначально была рассчитана на воспроизведение исключительно всеми молящимися. Адон олам — гимн общины.
| Поэтический русский перевод, выполненный С. М. Дубновым в Еврейской энциклопедии Брокгауза и Ефрона                                     | Английский перевод в Jewish Encyclopedia | Текст в сефардском сидуре «Седер ха-тфилот ме-сидур», Венеции, 1552 года, врача-раввина Исаака бар-Шемтова-кабальеро, для сефардов испано-португальской диаспоры |
| --- | --- | --- |
| Владыка вселенной, который царил, Ещё до времён мирозданья, Лишь волей вселенную Он сотворил Царя обрёл именованье.                     | The Lord of all, who reigned supreme Ere first Creation’s form was framed; When all was finished by His will His Name Almighty was proclaimed. | אדון עולם אשר מלך בטרם כל יציר נברא‎ לעת נעשה בחפצו כל אזי מלך שמו נקרא‎                                                                                           |
| И кончится мир весь — Он, Грозный, Един Останется в царской державе. В прошедшем Он был, в настоящем Он есть И вечно пребудет во славе, | When this our world shall be no more, In majesty He still shall reign, Who was, who is, who will for aye In endless glory still remain.        | ואחרי ככלות הכל לבדו ימלוך נורא‎ והוא היה והוא הווה והוא יהיה בתפארה‎                                                                                              |
| Един Вездесущий; единству Его Никто и подобья не знает. Ему нет начала, Ему нет конца, Ему ж и престол подобает.                        | Alone is He, beyond compare, Without division or ally; Without initial date or end, Omnipotent He rules on high.                               | והוא אחד ואין שני להמשילו ולהחבירה‎ בלי ראשית בלי תכלית ולו העוז והמשרה‎                                                                                           |
| | | בלי ערל בלי דמיון בלי שנוי ותמורה‎ בלי חבור בלי פרוד גדול כח וגבורה‎                                                                                               |
| Жив мой Господь, Он судьбы моей Щит, Когда я в беде пребываю, Он Знамя моё, Он Убежище мне, Он внемлет, когда я взываю.                 | He is my God and Savior too, To whom I turn in sorrow’s hour— My banner proud, my refuge sure— Who hears and answers with His power.           | והוא אלי וחי גואלי וצור חבלי ביום צרה‎ והוא נסי ומנוסי מנת כוסי ביום אקרא‎                                                                                         |
| Деснице его я вверяю свой дух, Ложусь ли я иль пробуждаюсь, А с духом Ему возвращу я и плоть. Co мною Господь — не пугаюсь.             | Then in His hand myself I lay, And trusting, sleep; and wake with cheer; My soul and body are His care; The Lord doth guard, I have no fear!   | בידו אפקיד רוחי בעת אישן ואעירה‎ ועם רוחי גוייתי אדני לי ולא אירא‎                                                                                                 |